# Crimes de 1944 en Ciociaria
Les crimes de 1944 en Ciociaria, autrement appelés Maroquinades, désignent une partie des violences (homicides, viols, pillages) commises contre la population civile italienne entre avril et juin 1944 par des soldats marocains, appelés Goumiers, du corps expéditionnaire français en Italie (CEF) de l'Armée d'Afrique qui servaient sous les ordres du général Juin lors de la bataille de Monte Cassino, en Italie.
Considéré comme un crime de guerre, cet épisode est désigné en italien sous le nom de marocchinate — littéralement « maroquinades ». Il s'inscrit dans le cadre d'exactions commencées dès la fin 1943.
Durant toute la campagne d'Italie, 207 soldats du CEF ont été traduits devant les tribunaux militaires français pour violences sexuelles et sur ce total, 39 ont été acquittés. Au total, 156 soldats ont été condamnés (87 Marocains, 51 Algériens, 12 Français, 3 Tunisiens et 3 Malgaches) dont 3 fusillés. Parmi les 156 condamnés, on compte un seul goumier marocain. À ces condamnés s'ajoutent « 28 tirailleurs pris en flagrant délit de viol ou de pillage à main armée » qui ont été exécutés sur le champ.
Le nombre de victimes de viols durant la campagne d'Italie est difficile à estimer avec précision et fait l'objet de débats parmi les historiens (entre 200 - le nombre de condamnations par les tribunaux militaires - et 12 000 environ), les gouvernements (2 000 pour le gouvernement italien, 1 488 personnes indemnisées pour les autorités françaises) et les associations (60 000).
Ces faits criminels, qui ne se limitent pas à la province de Frosinone (et à la Ciociaria), ont été, durant les décennies suivantes, largement oblitérés par l'histoire officielle, et jusque dans les représentations récentes. Sans être toujours relayés par l’opinion publique, ces événements ont laissé des traces très profondes dans la mémoire collective locale.
En 1996, le Sénat italien a produit une proposition de loi visant à reconnaître et indemniser les victimes ; puis, à partir de 2004, l'État italien se mit en devoir de rendre hommage aux victimes.

## Contexte
Pour un article plus général, voir Corps expéditionnaire français en Italie#Exactions et viols.

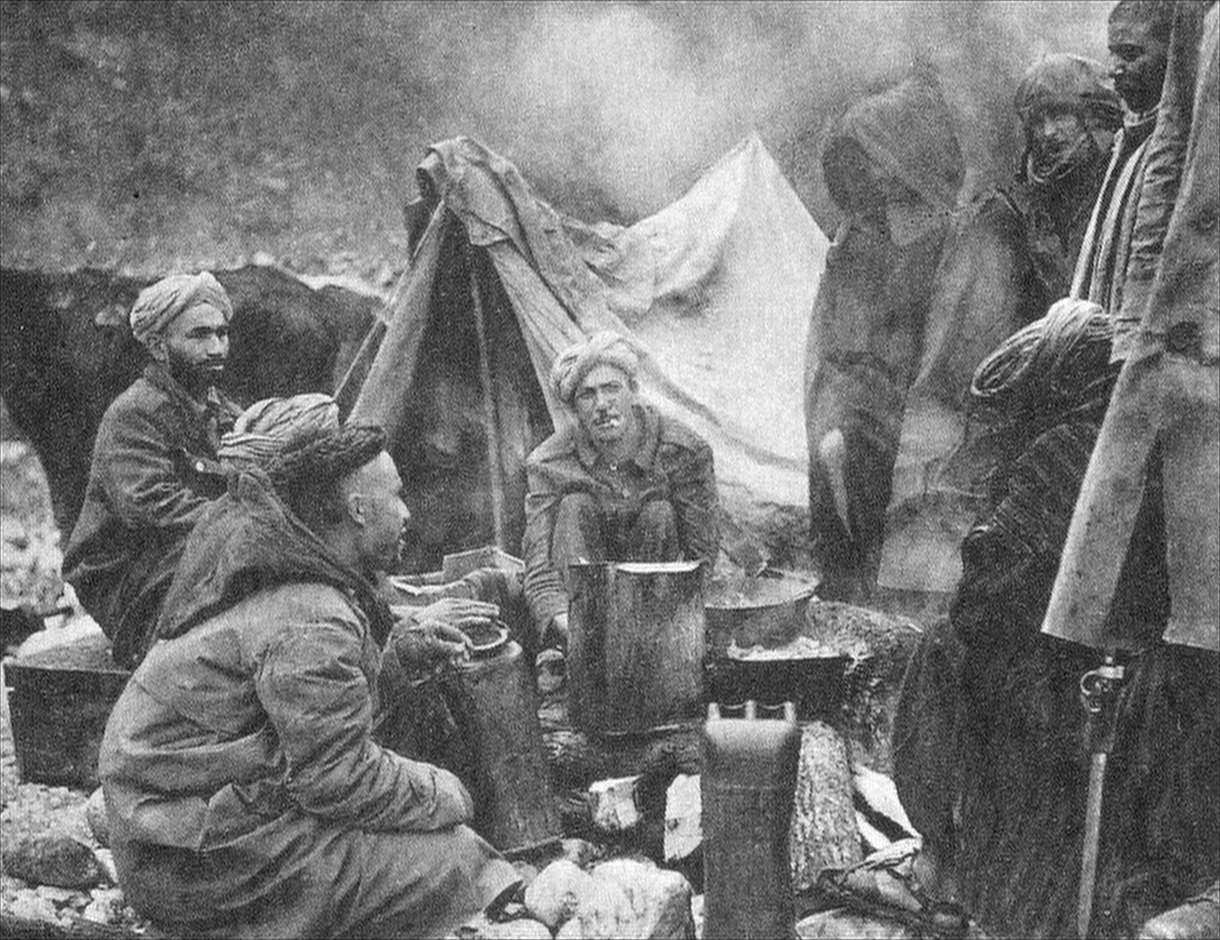
Soldats marocains postés sur le front de Monte Cassino en janvier 1944.

Les goums, formations de l'Armée d'Afrique (à distinguer de l'armée coloniale), étaient recrutés de manière régulière dans les tribus marocaines. Ces troupes contractuelles, comme toutes les troupes françaises, appelées goums marocains, mais avec un fonctionnement administratif particulier, étaient soumises au Réglement de discipline générale de l'Armée française. Elles étaient organisées en groupe de Tabors Marocains (équivalent à un régiment), tabor (équivalent à un bataillon), goum (équivalent à une compagnie). Les trois GTM engagés en Italie (1er, 3e et 4e) formaient une troupe non endivisionnée aux côtés de la 2e division d'infanterie marocaine, de la 3e division d'infanterie algérienne, de la 4e division marocaine de montagne et de la 1re division d'infanterie motorisée (1re DIM), nouvelle appellation de la 1re division française libre, qui constituaient le C.E.F. (Corps Expéditionnaire Français). Forte de 10 000 hommes elles représentaient environ 10% des 112 000 hommes du C.E.F.. Les goums étaient sous les ordres du général français Augustin Guillaume.
Le 14 mai 1944, les goumiers, avec leurs convois de mules, passèrent par un endroit réputé infranchissable dans les monts Aurunces et contournèrent les lignes de défense allemandes de la vallée du Liri et de Cassino, après que leur camarades de la 1re DIM eurent percé la ligne Gustav un peu à l'est de Castelforte permettant au XIIIe corps britannique d'avancer dans la vallée du Liri.

## Les crimes

### Les viols
Lors de sa première visite sur le front italien en mars 1944, de Gaulle prévoit déjà de rapatrier les goumiers au Maroc et de les employer uniquement à des tâches d'utilité publique. La demande pressante de ses officiers pour renforcer le contingent de prostituées avec 300 Marocaines et 150 Algériennes avait débouché sur la venue de seulement 171 Marocaines.
En Italie, les exactions imputées au C.E.F. ont donné naissance aux termes « marocchinate », « marocchinare » qui se rapportent aux viols commis. Du 15 au 17 mai, plus de six cents femmes sont violées, beaucoup d'hommes subissent le même sort ainsi qu'un prêtre. Un rapport anglais révèle que des femmes et des jeunes filles, des adolescents et des enfants sont violés dans la rue, des prisonniers sodomisés et des notables castrés. Dans l'Italie de l'après-guerre, parler des « maroquinades » évoque toujours des scènes de pillages et de viols.
La première mention de quatre cas de viols date du 11 décembre 1943 où sont impliqués des soldats du 573e régiment (ce régiment n'appartenait pas au C.E.F.)  commandé par un lieutenant français « qui semblait incapable de les contrôler ». L'écrivain français Jean-Christophe Notin avance qu'il s'agit des « premiers échos des comportements réels, ou plus souvent imaginaires, dont les Marocains devaient être accusés ».
En 1947, le ministère de la Guerre italien estime que 1 159 violences sexuelles furent perpétrées dans toute l'Italie entre septembre 1943 et juin 1947 dont 84 % par les soldats du C.E.F.. 391 (34 %) viols sont commis en mai 1944  et 626 (54 %) en juin 1944. 818 (70 %) ont lieu dans le Latium et 227 (20 %) en Toscane. Cette même année, le gouvernement français a autorisé l'indemnisation de 1 488 victimes de violences sexuelles.
Au début des années 1950, l’Unione Donne Italiane (Union des femmes italiennes), une organisation communiste féminine, a cherché à obtenir des indemnités pour environ douze mille femmes victimes de violences sexuelles de la part du corps expéditionnaire français. Mais les chiffres à cet égard divergent beaucoup. L'historien italien Giovanni De Luna (it) le situe entre un minimum de trois cents (nombre des inculpations) et un maximum de soixante mille (nombre total des demandes d'indemnisation).
En 2013, l'historienne Julie Le Gac, suggère une estimation de 3 000 à 5 000 viols commis par les soldats du C.E.F. durant toute la campagne d'Italie et estime que « le comportement du CEF lors de la libération de l'Italie est ainsi comparable à celui d'autres armées alliées envahissant le territoire de l'ennemi, ou même combattant sur un territoire allié comme en Angleterre ou en France, à la fin de la Seconde Guerre mondiale » sans atteindre « la dimension tragique des viols perpétrés par l'Armée rouge lorsque cette dernière pénètre en Allemagne. ».
Pour l'écrivain Jean-Christophe Notin, les chiffres avancés par Julie Le Gac sont une estimation « au doigt mouillé »  et ne sont soutenus par aucune archive française. Les chiffres de Julie Le Gac sont également contestés par Claude Sornat, contrôleur général des armées, commandeur de la légion d'honneur et président de la Koumia (Association des anciens des goums marocains et des Affaires indigènes en France), qui « interroge sa méthode de comptabilité et conteste l'idée qu'une « carte blanche » aurait été donnée par des cadres aux goumiers pour piller et violer ». Il conteste surtout que l'auteur impute trop souvent aux goumiers des exactions et des viols commis dans des lieux où ils n'étaient pas effectivement présents, comme à Espéria entre autres. Lors de son intervention au cours de la séance du 7 avril 1952 pour défendre  au Parlement Italien les victimes de viols, Madame la députée Rossi ne cite à aucun moment les goumiers. Le député Preti a affirmé au cours de la même séance à propos de la soit disante carte blanche : « Mme Rossi, au début de son discours, a presque laissé à croire que le droit de pillage et de violence contre les Italiens pourrait être tacitement reconnu en 1944 aux troupes marocaines. Je dirais que cela devrait définitivement être exclu ». Les critiques formulée par le Président de La Koumia n'ont fait l'objet d'aucune contestation.

### Témoignages sur les «marocchinate»
Le maire d'Esperia (commune de la province de Frosinone) a affirmé que dans sa ville, qui comptait au total 2 500 habitants, 700 femmes furent violées et quelques-unes en moururent.
Selon un témoignage recueilli par le professeur Bruno D'Epiro, on raconte que le curé d'Esperia chercha en vain à sauver trois femmes des violences des soldats : il fut attaché, sodomisé toute la nuit et mourut des suites de ces violences.
À Pico, selon quelques témoignages, des soldats américains auraient voulu se joindre aux troupes coloniales pendant que ces derniers accomplissaient les violences, mais ils en furent empêchés par leurs officiers.
L'écrivain Norman Lewis, à l'époque officier britannique sur le front de Montecassino, a raconté les événements dans un livre :

« 28 mai
Les troupes coloniales françaises se déchaînent de nouveau. Dès qu'elles s'emparent d'un village ou d'une petite ville, on peut s'attendre à un viol collectif. Dernièrement, toutes les femmes de Patrica, Pofi, Isoletta, Supino ou Morolo ont été violées. À Lenola, qui est tombée aux mains des Alliés le 21 mai, c'est cinquante femmes qui ont été violées ; comme elles n'étaient pas assez nombreuses, des enfants et même des vieillards y sont passés. Certains disent que les Marocains ont l'habitude de s'attaquer à deux à la même femme, l'un la pénétrant normalement, l'autre la sodomisant. Il en résulte dans de nombreux cas de graves lésions de l'appareil génital, de l'utérus ou du rectum. À Castro dei Volsci, les médecins ont dû soigner trois cents personnes, toutes violées, et à Ceccano les Britanniques ont été contraints d'ériger un camp de fortune pour protéger les Italiennes. De nombreux Maures ont déserté et forment des bandes qui s'attaquent aux villages loin derrière les lignes. Il y en aurait en ce moment même qui rôdent du côté d'Afragola, ajoutant une terreur nouvelle à celle produite par la présence de groupes de maraudeurs.
Je me suis rendu aujourd'hui à Santa Maria a Vico pour rencontrer une jeune fille qui serait devenue folle après avoir été agressée par une bande de Maures. Elle vit seule avec sa mère, elle-même violée à plusieurs reprises, dans un dénuement presque total. Elle allait un peu mieux lorsque je suis arrivé et se comportait de façon à peu près normale ; elle avait même du charme mais restait incapable de se déplacer en raison des sévices subis. Les carabiniers et la Pubblica Sicurezza affirment que la jeune fille n'a jamais joui de tous ses esprits et qu'elle aurait depuis longtemps été confiée à un asile s'il y avait seulement des lits disponibles. En tout état de cause, c'est un mari à présent qu'elle risque d'avoir du mal à trouver.
Nous voici enfin confrontés, de la façon la plus triviale, à cette sorte d'horreur qui a frappé toutes les femmes de Macédoine qui préférèrent se jeter du haut des falaises plutôt que de tomber aux mains des troupes turques. Un destin pire que la mort : il ne s'agit pas d'autre chose aujourd'hui.
De retour à l'hôtel de ville, j'ai été pris à partie par un groupe de sindaci des villages environnants qui m'ont présenté un ultimatum : « Soit vous nous débarrassez des Marocains, soit nous nous en chargeons. » Ces hommes avaient la mine farouche des pires gangsters de films policiers, et j'ai été convaincu qu'ils n'hésiteraient pas une seconde à mettre leurs menaces à exécution.
Pour quelle raison un jeune et paisible paysan marocain se transforme-t-il en un redoutable psychopathe sexuel aussitôt l'uniforme endossé ? Des enquêtes ultérieures, conduites dans les villages martyrs, m'ont appris que la bande qui avait attaqué Santa Maria a Vico se déplaçait à bord de plusieurs jeeps, commandées par un sous-officier qui se travestissait et gesticulait comme une danseuse lorsqu'il n'était pas lui-même en action.
4 juin
L'inévitable est arrivé. Cinq Maures ont été tués dans un village près de Cancello. Ils s'étaient laissé attirer dans une maison où des femmes les attendaient. Là, on leur a servi de la nourriture et du vin contenant un poison paralysant. Alors qu'ils avaient gardé toute leur conscience, ils ont été émasculés puis décapités. Cette dernière tâche avait été confiée à de jeunes garçons pubères comme une épreuve de vaillance, mais ils manquaient de force et d'adresse pour s'acquitter de ce devoir vite et efficacement. Les cadavres ont été enterrés dans les jardins potagers du village, dans des carrés de choux, soigneusement déracinés puis replantés. La zona di camorra bruit depuis de plaisanteries sinistres sur la qualité de la récolte à venir. Je tiens tout ça de mon informateur d'Afragola.
Le bureau de la guerre psychologique s'est montré très actif dans ses investigations sur les crimes commis par les Maures. Je me demande si quelque chose de cette sanglante histoire filtrera dans le bulletin. »

— Norman LEWIS, Naples 44, Paris, Phébus, coll. « Libretto », 1996, p. 170-172 et 175.
En mai 2015, plusieurs membres de l'Association nationale des victimes des Marocchinate ont raconté à une envoyée spéciale de Libération dans le Latium  les événements qu'ils ont vécu au printemps 1944. Ainsi Ennio, alors âgé de 13 ans, décrit la scène suivante à laquelle il a assisté lorsqu'une dizaine de soldats français et marocains ont fait irruption dans la maison de berger où il s'était réfugié avec sa famille et plusieurs de leurs voisins :

« Ils étaient en colère car les jeunes filles étaient cachées ailleurs, dans une grotte. Alors les militaires ont pris la seule femme qui était présente, une mère de famille, et ils m'ont obligé à tirer un matelas à l'extérieur de la maison. Ensuite, ils m'ont demandé d'aller chercher une bougie, pour que nous puissions tous bien voir ce qui allait se passer. Les uns après les autres, ils l'ont violée. Personne ne pouvait bouger, car ils étaient armés. L'un d'entre eux, un Blanc, nous a dit dans notre langue, que c'était ce que les Italiens avaient fait aux femmes françaises pendant la guerre. »

— « Elle avait 17 ans et elle a été violée par 40 soldats», Leïla Minano, Libération, 15 mai 2015
Pierre D., soldat 2e classe, condamné à dix ans de travaux forcés pour  « atteinte à la pudeur », reconnaît avoir, le 12 juin 1944, « conduit dans une grotte » sous la « menace d'une arme » un garçon de 12 ans :

« Dans cette grotte, je l'ai déshabillé pour le violer, comme il s'opposait à ma volonté, je l'ai frappé de plusieurs coups de poing à la figure, puis je l'ai jeté à terre et l'ai fait coucher sur le ventre. À ce moment, le garçon s'est mis à crier, je l'ai menacé de mon arme en lui disant "ne crie pas ou bien je te tue". Afin d'étouffer ses cris, j'ai appliqué ma main sur sa bouche, puis me jetant sur lui, je l'ai violé.» »

— « Elle avait 17 ans et elle a été violée par 40 soldats», Leïla Minano, Libération, 15 mai 2015
Cependant, ces violences ne se limitèrent pas à cette seule zone de l'Italie : le phénomène aurait déjà commencé en juillet 1943 en Sicile, avant de se propager par la suite dans toute la péninsule et il n'aurait pris fin qu'en octobre 1944, avec le transfert en Provence du corps expéditionnaire français. En Italie du Sud, les troupes coloniales auraient eu des heurts très sévères avec la population pour cette raison : on parle de quelques centaines de tirailleurs qu'on aurait retrouvés tués avec les parties génitales coupées. Avec l'avancée des Alliés le long de la péninsule, des événements de ce genre sont aussi rapportés dans le Nord du Latium et le Sud de la Toscane où les troupes coloniales violèrent, et parfois tuèrent, des femmes et des enfants après la retraite des troupes allemandes, sans épargner des membres de la résistance italienne.
Les mêmes méfaits se sont répétés lors de la prise de Freudenstadt, en Allemagne, les 16 et 17 avril 1945, quand, selon le témoignage d’une doctoresse appelée au chevet des victimes, au moins six cents femmes auraient été violées par les troupes françaises, dont une partie de soldats marocains, auxquels se joignirent des prisonniers de guerre polonais libérés dans le secteur de Freudenstadt. Plus tard, les Allemands menèrent des enquêtes pour connaître les responsables qui avaient laissé les troupes se déchaîner de cette façon. Furent mis en cause un certain major Deleuze, un capitaine de l’Estrange, un major Champigneulles, un adjudant Poncet et également deux individus dénommés Guyot et Pinson, accusés d'avoir commis des tortures. La Presse britannique accusa le major (et futur géneral) Christian de La Croix de Castries, descendant d'une des plus anciennes familles nobles, d’avoir sciemment laissé faire ces actes de barbaries,. De Castries commandait alors un groupe d'escadrons du 3e régiment de spahis marocains, régiment blindé composé très majoritairement de soldats européens, comme tous les régiments de spahis pendant les campagnes d'Italie et de Libération.

### Les réactions des autorités
Le 18 juin 1944, le pape Pie XII sollicita le général de Gaulle afin qu'il prît des mesures face à cette situation. La réponse qu'il reçut du général montrait à la fois sa compassion et son irritation[réf. nécessaire].
La justice militaire traduisit 207 soldats qui furent jugés pour violences sexuelles ; 39 d'entre eux furent acquittés, faute de preuves, 12 firent l'objet d'un renvoi et 156 furent condamnés (87 Marocains, 51 Algériens, 12 Français, 3 Tunisiens et 3 Malgaches) dont 3 furent fusillés. Parmi les 156 condamnés, on compte un seul goumier marocain. Par ailleurs 84 % des personnes jugées le sont entre mai et juillet 1944. À ces condamnations s'ajoutent 28 soldats, dont l'unité d'appartenance est inconnue, fusillés, car pris sur le fait.

## Interprétations historiographiques

### Témoins contemporains et travaux des historiens
Dans une lettre adressée au général de Gaulle le 18 juillet 1944, le maréchal Jean de Lattre de Tassigny écrit à propos des goumiers marocains : « je sais qu’ils sont accusés d’actes de violences commis à l’encontre des populations civiles italiennes, mais je crois que de tels faits ont été singulièrement déformés et exagérés à des fins anti-françaises ».
Jugeant suspecte la vigueur de la réaction italienne, le général Alphonse Juin, dans une lettre adressée le 22 juillet 1944 au général Clark,  commandant la Ve Armée américaine, dénonce une « manœuvre habilement orchestrée dont le but est de discréditer les troupes françaises et de jeter partout une ombre sur la page de gloire qu'elles ont ouverte en Italie ».
Un projet de loi du sénat italien de 1996 estime le nombre de victimes à deux mille femmes et de six cents hommes violés. Selon les archives du SHAT, établies à partir de documents émanant du quartier général de la Ve armée américaine où furent enregistrées les plaintes des victimes ou des parents des victimes, on dénombre 160 informations judiciaires concernant 360 individus. Il y eut 125 condamnations pour des affaires de viol, 12 pour attentat à la pudeur et 17 pour homicide volontaire. Les affaires les plus graves furent selon ces archives commises du 29 au 31 mai.
Le rapport du capitaine Umberto Pittali daté du 28 mai 1944 archivé par l'Archivio storico del Ministero degli Affari esteri (ASMAE - « Archives historiques du ministère des Affaires extérieures ») décrit dans le détail les atrocités commises :

« Quiconque se trouve sur leur route est attaqué à main armée […]. Ils s’emparent de tout […], et si dans le groupe se trouvent des femmes, elles sont déshabillées avec violence en cas de résistance. Si, par exemple, ils s’engouffrent dans quelques fermes encore habitées, ils s’adonnent à un vrai saccage ; à la suite de quoi, les armes à la main, ils chassent les hommes des maisons et violent les femmes sans aucun respect ni pour les jeunes ni pour les personnes âgées. […] Dans tous les cas, on déplore que les actes de violence charnelle s’accompagnent de coups très violents. Les rapports médicaux mentionnent dans leurs diagnostics des déflorations associées à des lésions multiples, des ecchymoses et autres traumatismes […]. Dans l’ensemble, on peut affirmer, sans risque d’être démenti, que 90 % des personnes qui ont traversé la zone d’opérations des troupes marocaines ont été détroussées de tous leurs biens, qu’un nombre élevé de femmes ont été violentées, et que l’on a compté un nombre important d’hommes auxquels on a fait subir des actes contre nature. »

À titre de comparaison, le professeur de sociologie et de criminologie américain J. Robert Lilly, dans son ouvrage La Face cachée des Gi’s compte d'après l'étude des 34 volumes du BOR/JAG 854 victimes et 436 condamnés, et extrapolant sur ces bases pour tenir compte des affaires n'ayant jamais donné lieu à des plaintes estime qu'entre dix-sept et dix-huit mille viols auraient été commis par les militaires américains en Angleterre, en France et en Allemagne entre 1942 et 1945. Les viols commis par l'Armée soviétique sont quant à eux estimés à plus de deux millions de femmes allemandes violées en 1944 et 1945 (dont cent mille pendant la seule bataille de Berlin),.
L'écrivain Jean-Christophe Notin apporte les explications suivantes  :
- sorte de « coupables passe-partout », ceux-ci [NDLR : les Marocains] sont loin d'avoir été les auteurs de toutes les atrocités de cette campagne. Certains journalistes anglais ont reconnu que les seuls incidents dont ils se souviennent n'impliquèrent pas des Marocains, mais des GI's[31]. Une enquête de 1946 constatera que le gouvernement italien versait 15 000 lires au plaignant à chaque dépôt de plainte, ce qui a pu encourager certaines dérives ;
- selon le général Guillaume, qui commandait les goumiers marocains au moment des faits, la campagne de dénigrement serait née dans les milieux diplomatiques de l'Axe en poste dans les pays neutres ; propagande qui n'est pas nouvelle et qui reprend la Honte noire, campagne nationaliste et raciste déclenchée dans l'Allemagne de Weimar au début des années 1920 afin de dénoncer l'occupation de la Rhénanie par les troupes coloniales françaises ;
- le Reich avait également tout intérêt à diffuser les pires rumeurs sur le corps expéditionnaire français. Une grande partie des prisonniers allemands se sont déclarés surpris du bon traitement accordé par les Français après tout ce que leurs chefs leur avaient dit sur la cruauté des Alliés. En mettant au pilori les Marocains, les Allemands auraient également tenté de leur faire endosser la responsabilité d'une partie de leurs propres crimes. De nombreux villages ont été massacrés par des éléments de la Wehrmacht ;
- pour les Italiens, faire passer les nouveaux conquérants pour les pires démons permet sans doute d'effacer une part de l'humiliation nationale et de la déchéance du fascisme.

Jean-Claude Notin conclut « que les regrettables exactions avérées, débarrassées des élucubrations de ceux qui ont voulu faire porter aux Marocains le chapeau de leurs propres turpitudes, ne fassent toutefois jamais oublier que ce même idéal guerrier les fera libérer la France et conquérir le Reich. »
Pour l'historienne Julie Le Gac, « ces viols sont avant tout, la marque du châtiment de l'ennemi ». Selon elle, « ces violences commises principalement par les troupes marocaines illustrent l'importation en Europe de pratiques de razzia précédemment admises par l'armée d'Afrique en Afrique du Nord. Condamnées en haut lieu, mais tolérées par une partie de l'encadrement, elles révèlent les frustrations accumulées au cours de l'hiver et le profond désir de revanche de l'armée française. ».
En 2019, dans un documentaire sur les viols de guerre, l'historienne italienne Gabriella Gribaudi déclare, à propos des viols commis en Ciociaria : « les Français ont essayé de se justifier, rejetant la faute sur la sauvagerie, la barbarie et l'instinct primaire des troupes coloniales.  En réalité, dans leurs récits, les femmes disent souvent qu'il y avait aussi des Français. ». 
Selon l'historienne Claire Miot, maîtresse de conférences en histoire contemporaine à Sciences Po Aix, auteure de l'ouvrage La Première Armée française. De la Provence à l’Allemagne 1944-1945 publié en 2021, en Italie comme en Allemagne, les soldats coloniaux « subissent prioritairement les rigueurs de la répression militaire » et sont « sans doute plus souvent suspectés des viols et poursuivis ». L’inégalité face à la répression est soulignée par un officier français, Henri Brunel, chef de bataillon au 4e RTM : « Ils [les tirailleurs] ne comprennent pas qu’on leur interdise de violer et de piller alors qu’ils voient ces troupes françaises le faire au grand jour sans aucune réaction des cadres. » .

### Carte blanche du commandement français?
Un document édité en 1965 par l'Association nationale des victimes civiles de la guerre (ANVCG) fait état d'une « feuille volante » en français et en arabe qui aurait circulé parmi les goumiers et selon laquelle le général Juin aurait promis à ses soldats cinquante heures de « liberté » après la bataille :

« Au-delà des monts, au-delà des ennemis que cette nuit vous tuerez, il y a une terre abondante et riche de femmes, de vin, de maisons. Si vous réussissez à passer outre cette ligne sans laisser un seul ennemi vivant, votre général vous le promet, vous le jure, vous le proclame : ces femmes, ces maisons, ce vin, tout ce que vous trouverez sera à vous, à votre bon plaisir et votre volonté. Pour cinquante heures. Et vous pourrez avoir tout, faire tout, prendre tout, tout détruire ou tout emmener, si vous avez vaincu, si vous l’avez mérité. Votre général tiendra sa promesse, si vous obéissez pour la dernière fois jusqu’à la victoire. »

— Traduction du texte tel que présenté en italien par l'ANVCG.
Il s'agit d'une simple affirmation que l'association italienne n'a plus reprise par la suite. Celle-ci n'est pas mentionnée par le Sénat italien dans son projet de loi de 1996. Aucun exemplaire de cette « feuille volante » n'a jamais été présenté et aucune archive française n'en fait mention. Reprise depuis, et entre autres, par l'extrême-droite italienne, Tommaso Baris souligne, dans un article publié en 2007, le fait que « l’idée des cinquante heures de « carte blanche » s’est fortement enracinée dans l’imaginaire collectif ». Ainsi lors de l'inauguration d'une stèle de bronze pour rappeler le souvenir du viol des femmes des communes de Monti Aurunci, Ausoni et Lepini le 27 juillet 2006 à Campodimele, Giorgia Meloni, alors vice-présidente de la Chambre des députés italiens, reprend les accusations contre le général Juin.
Selon Julie Le Gac, cet ordre du général Juin n'a jamais été retrouvé dans les archives  ni été confirmé par les témoignages de l'armée française. Ahmed Ben Bella, qui fit partie du CEF en 1944, au 5e régiment de tirailleurs marocains de la 2e division d’infanterie marocaine, affirme en juillet 2003 à l'historienne Daria Frezza qu'il paraît peu probable que le général Juin ait fait une telle proclamation, tout du moins par écrit. Néanmoins, selon lui, ces violences ont été  encouragées, avant le départ d’Afrique du Nord, par des officiers de rang  moins élevé. Pour Julie Le Gac, « s'il ne peut être démontré qu'une carte blanche généralisée fut accordée aux soldats indigènes, ou aux seuls combattants irréguliers, les négligences d'un commandement certainement dépassé par l'explosion de violences créèrent des faits ». Si elle ne croit pas à une carte blanche « donnée au plus haut sommet », elle n’exclut pas « qu’au niveau local on [ait] pu promettre des femmes, mais pas au niveau le plus haut de la hiérarchie ». 
En outre, le fait qu'un seul soldat des goums soit condamné pour viol « alors que les goumiers sont les coupables désignés » pourrait-être, selon elle, l’« indice d’un contrat tacite qui autorise ces troupes irrégulières à piller et à violer ». L'autre hypothèse étant que la justice expéditive, les exécutions sommaires soient plus appliquées aux goumiers (l'unité d'appartenance des 28 soldats exécutés sommairement est inconnue).
Dans un second article sur le CEF publié en 2008, Tommaso Baris, qui  reconnait cette fois « le succès décisif pour la libération de Rome » de l’offensive du Garigliano et que c’est donc « à juste titre » que le mérite de la victoire a été attribué au CEF et à ses hommes, soutient que quelle que soit l’ampleur des crimes commis par les « Marocains », ceux-ci n’auraient pu avoir lieu sans la complicité, au moins passive, de l’encadrement européen, les officiers subalternes ayant pour leur part autorisé, sinon encouragé les comportements criminels,.
Pour Éric Gojosso, « au total, il n’y aurait donc qu’une alternative : ou les crimes ont été massivement commis et n’ont pu l’être, dans ces conditions, qu’avec la complicité au moins passive des officiers français ; ou les méfaits sont restés marginaux et spécialement ici les viols [...], limitant par là la responsabilité de l’encadrement européen » et en l’état de la documentation, « il n’est pas sûr que la question puisse être tranchée dans un sens différent de celui que commandent les sensibilités et passions nationales. ».
D'autres prétendent que ce sont « les Américains [qui] ont donné carte blanche aux Marocains, pour qu’ils percent la ligne de front », car « sans carte blanche, les Marocains ne combattaient plus et n’avançaient plus ».

## Position de l'État italien
L'État italien a officiellement reconnu les événements qui se sont produits dans la province de Frosinone et Latina à la suite de la rupture de la ligne Gustave. Les communes de Esperia et Lenola ont reçu la médaille d'or du Mérite civil, tandis que Castro dei Volsci, Ceccano, Campodimele, Pofi, Saturnia ont reçu la Médaille d'Argent. Les crimes commis par les troupes marocaines sont explicitement mentionnés dans les motivations d'attribution.

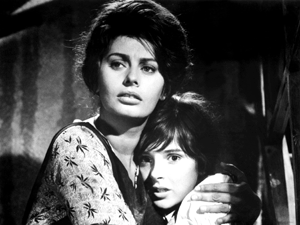
Sophia Loren et Eleonora Brown dans une scène du film La Ciociara (1960).

Le 14 mars 2004, le président de la République italienne, Carlo Azeglio Ciampi a déclaré à cet égard à Cassino : « Personne ne pourra jamais pardonner la violence infligée aux femmes, aux enfants, aux personnes âgées dans Esperia et dans de nombreux autres villages. »
Une stèle de bronze pour rappeler le souvenir du viol des femmes des communes de Monti Aurunci, Ausoni et Lepini a été inaugurée le 27 juillet 2006 à Campodimele par la vice-présidente de la Chambre des députés italiens, Giorgia Meloni.
En 2010, la ville de Rome promulgue une motion à la mémoire des victimes.

## Les «marocchinate» au cinéma
Une scène du film La Ciociara, inspiré du roman homonyme d’Alberto Moravia et réalisé par Vittorio De Sica en 1960 (dont l’actrice principale est Sophia Loren), évoque ces événements.

#### Ouvrages ou thèses
- Jean-Christophe Notin, La Campagne d'Italie. Les victoires oubliées de la France (1943-1945), éditions Perrin, 2002 (ISBN 978-2-262-01734-7, lire en ligne).
- Julie Le Gac, Vaincre sans gloire, le corps expéditionnaire français en Italie, Les Belles-Lettres /ministère de la défense-DMPA, 2013.

#### Articles
- Tommaso Baris, « Le corps expéditionnaire français en Italie. Violences des « libérateurs » durant l'été 1944 », Vingtième Siècle. Revue d'histoire, vol. 93, no 1,‎ 2007, p. 47-61 (DOI 10.3917/ving.093.0047).
- Tommaso Baris et Yannick Beaulieu, « Le corps expéditionnaire français de la Sicile à l’Ile d’Elbe : la France comme puissance d’occupation en Italie entre 1943 et 1944 » in Yann Delbrel, Pierre Allorant, Philippe Tanchoux (dir.), France occupée, France occupante, Orléans, PUO, 2008.
- Éric Gojosso, « Note sur les crimes du corps expéditionnaire français en Italie (1943-1944) » in Cahiers poitevins d’histoire du droit, no 4, Poitiers, Collection de la Faculté de droit et des sciences sociales de Poitiers, LGDJ, 2012, p. 175-193 [en ligne.
- Leïla Minano, « Elle avait 17 ans et elle a été violée par 40 soldats », sur liberation.fr, Libération, 15 mai 2015 (consulté le 12 décembre 2020).